# Lijst van ambassades in Albanië

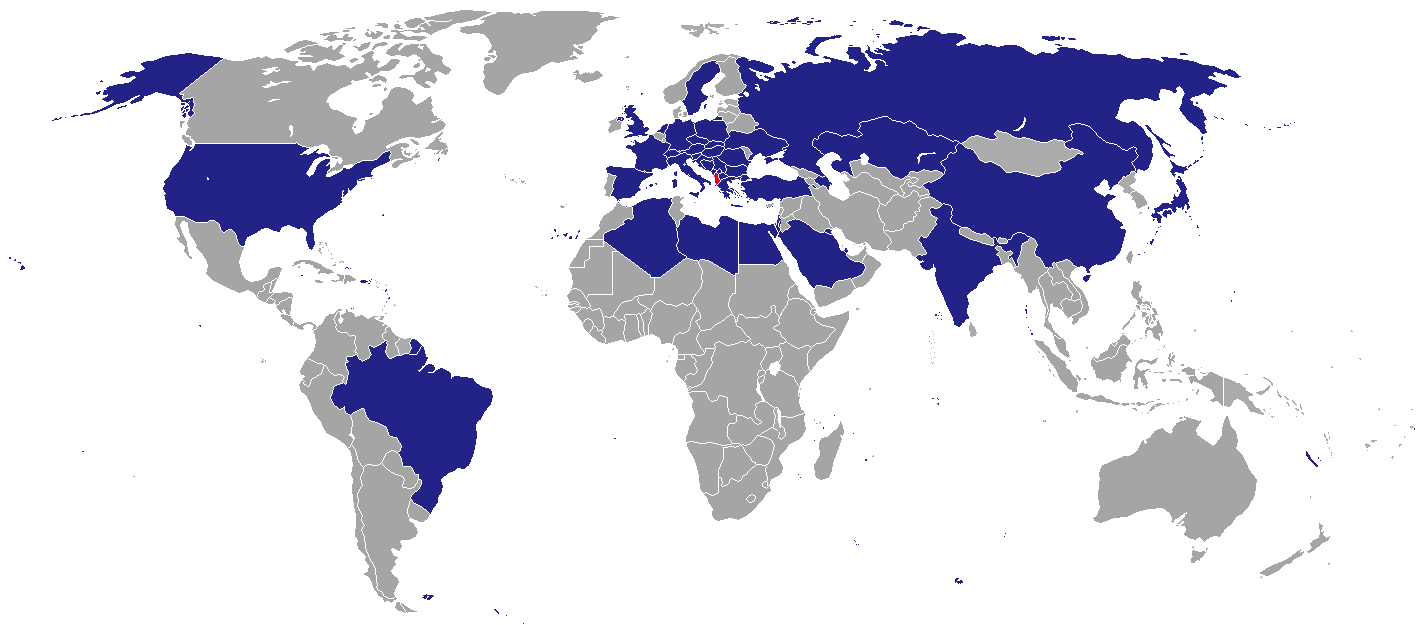
Landen met diplomatieke vertegenwoordiging in Albanië

Dit is een lijst van diplomatieke vertegenwoordigingen in Albanië, dat zijn zowel ambassades, consulaten en consulaten-generaal als ereconsulaten.

## Ambassades

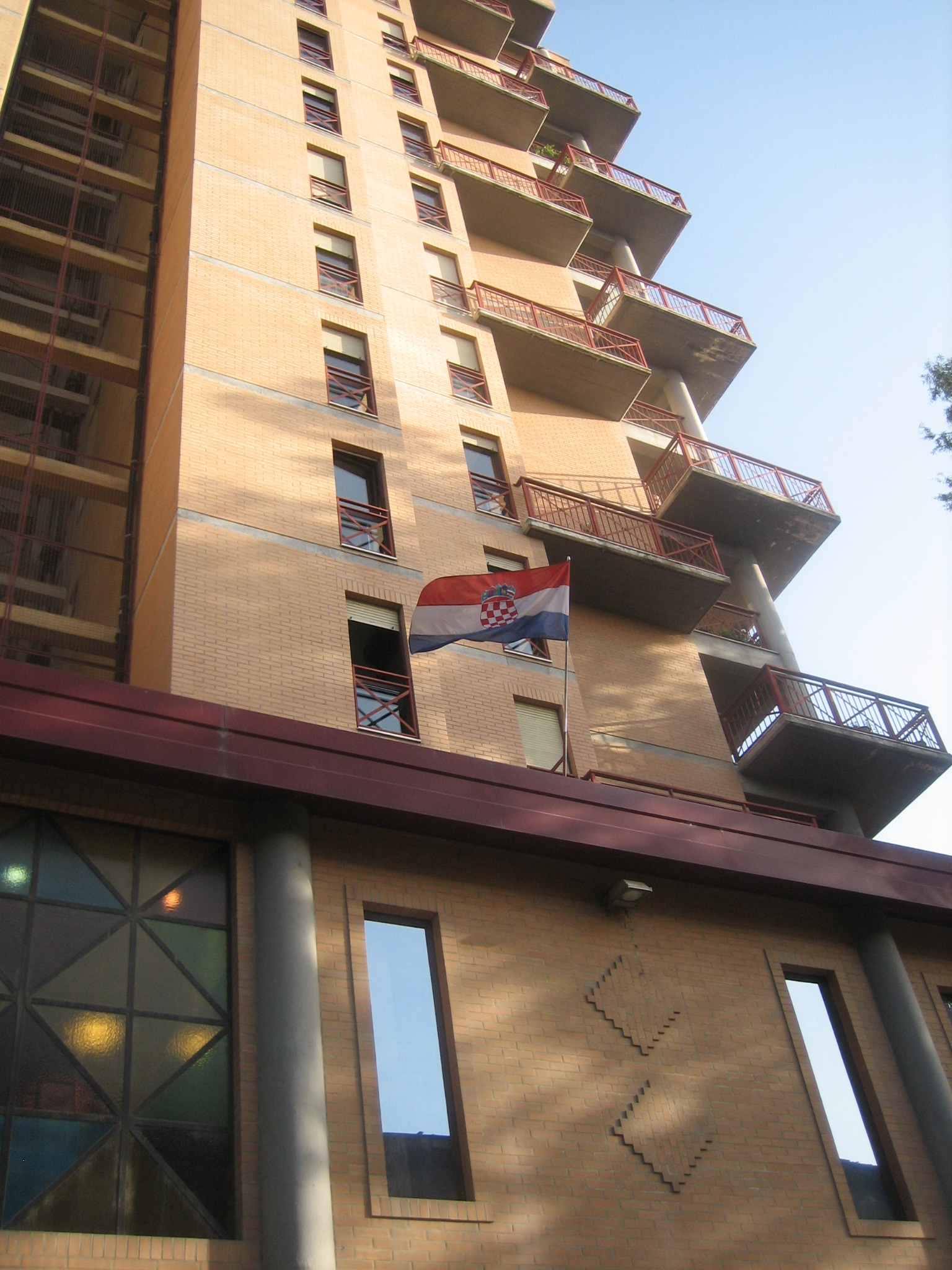
De Kroatische ambassade in Tirana

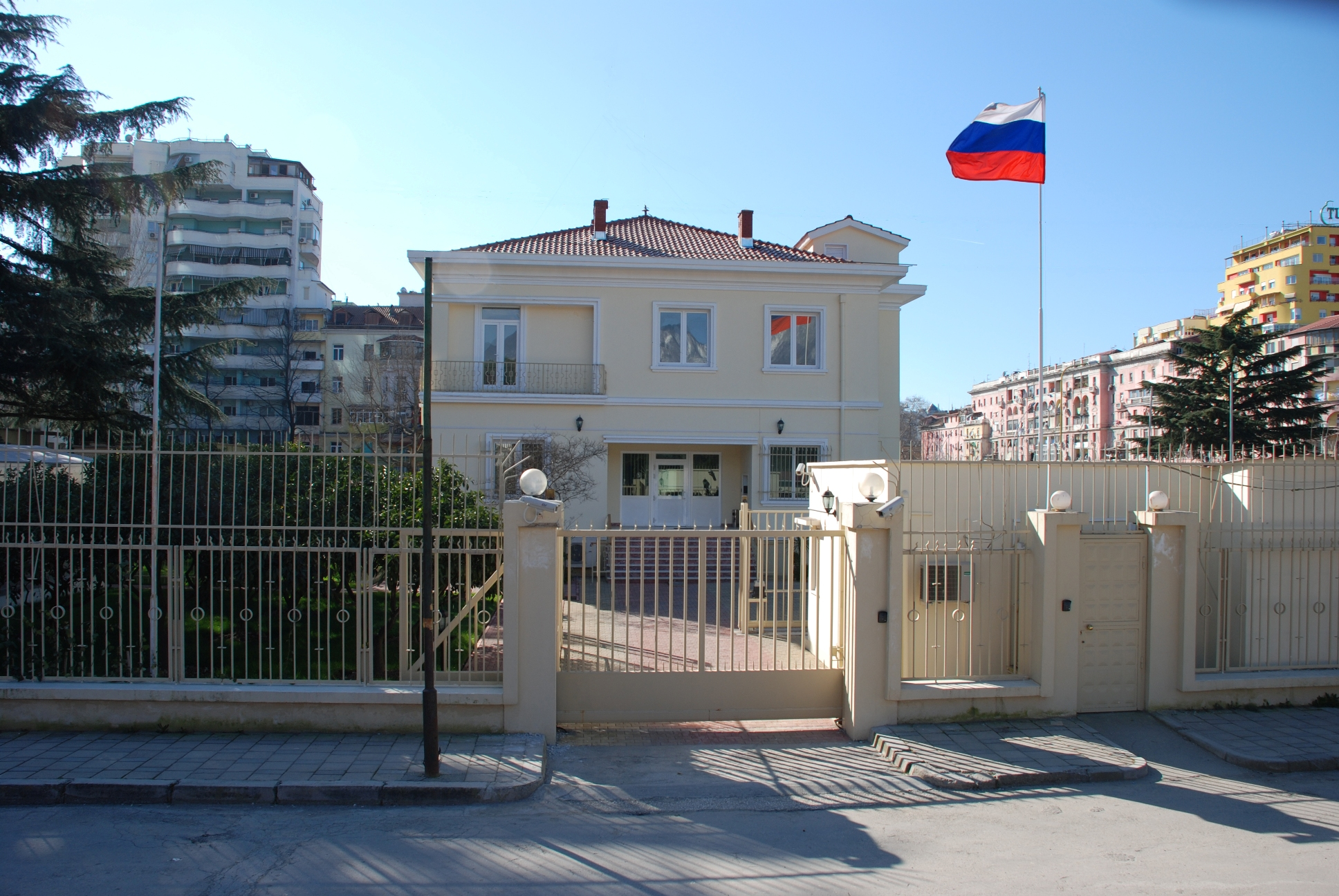
De Russische ambassade in Tirana

De Albanese hoofdstad Tirana huisvest 38 ambassades:
| - Brazilië - Bulgarije - China - Duitsland - Egypte - Frankrijk - Griekenland - Hongarije - Iran - Israël - Italië | - Japan - Koeweit - Kosovo - Kroatië - Libië - Noord-Macedonië - Montenegro - Nederland - Oostenrijk - Palestina - Polen - Qatar - Roemenië | - Rusland - Saoedi-Arabië - Servië - Slovenië - Slowakije - San Marino - Spanje - Tsjechië - Turkije - Vaticaanstad - Verenigde Staten - Verenigd Koninkrijk - Zweden - Zwitserland |

Daarnaast onderhouden ook de Europese Unie en de Orde van Malta vertegenwoordigingen in Tirana.

### Ambassades in het buitenland verantwoordelijk voor Albanië
64 andere landen onderhouden diplomatieke relaties met Albanië, maar hebben geen ambassade in Tirana. Tussen haakjes is de stad aangegeven waar de voor Albanië verantwoordelijke ambassade is gevestigd.
| - Afghanistan (Sofia) - Angola (Rome) - Argentinië (Rome) - Armenië (Athene) - Australië (Rome) - Azerbeidzjan (Athene) - Bangladesh (Rome) - België (Sofia) - Benin (Parijs) - Bosnië en Herzegovina (Sarajevo) - Burkina Faso (Rome) - Canada (Rome) - Chili (Rome) - Colombia (Rome) - Cuba (Sofia) - Cyprus (Athene) - Ecuador (Wenen) - Estland (Athene) - Finland (Athene) - Filipijnen (Rome) - Georgië (Ankara) - Guinee (Belgrado) - IJsland (Stockholm) | - India (Boekarest) - Indonesië (Sofia) - Ierland (Athene) - Jemen (Rome) - Jordanië (Athene) - Kazachstan (Ankara) - Letland (Rome) - Libanon (Athene) - Litouwen (Athene) - Madagaskar (Rome) - Maleisië (Rome) - Mali (Rome) - Malta (Valletta) - Marokko (Rome) - Mexico (Rome) - Moldavië (Sofia) - Nepal (Berlijn) - Nigeria (Rome) - Noord-Korea (Sofia) - Noorwegen (Pristina) | - Oekraïne (Athene) - Oman (Rome) - Pakistan (Rome) - Panama (Rome) - Peru (Athene) - Portugal (Rome) - San Marino (San Marino) - Zuid-Afrika (Rome) - Sri Lanka (Rome) - Syrië (Athene) - Thailand (Rome) - Tunesië (Athene) - Uruguay (Rome) - Verenigde Arabische Emiraten (Athene) - Vietnam (Boedapest) - Wit-Rusland (Rome) - Zuid-Korea (Athene) - Zambia (Moskou) - Zimbabwe (Belgrado) |

## Consulaten

### Gjirokastër
- Griekenland (consulaat-generaal)

### Korçë
- Griekenland (consulaat-generaal)

### Shkodër
- Italië

### Vlorë
- Italië (consulaat-generaal)

## Ereconsulaten

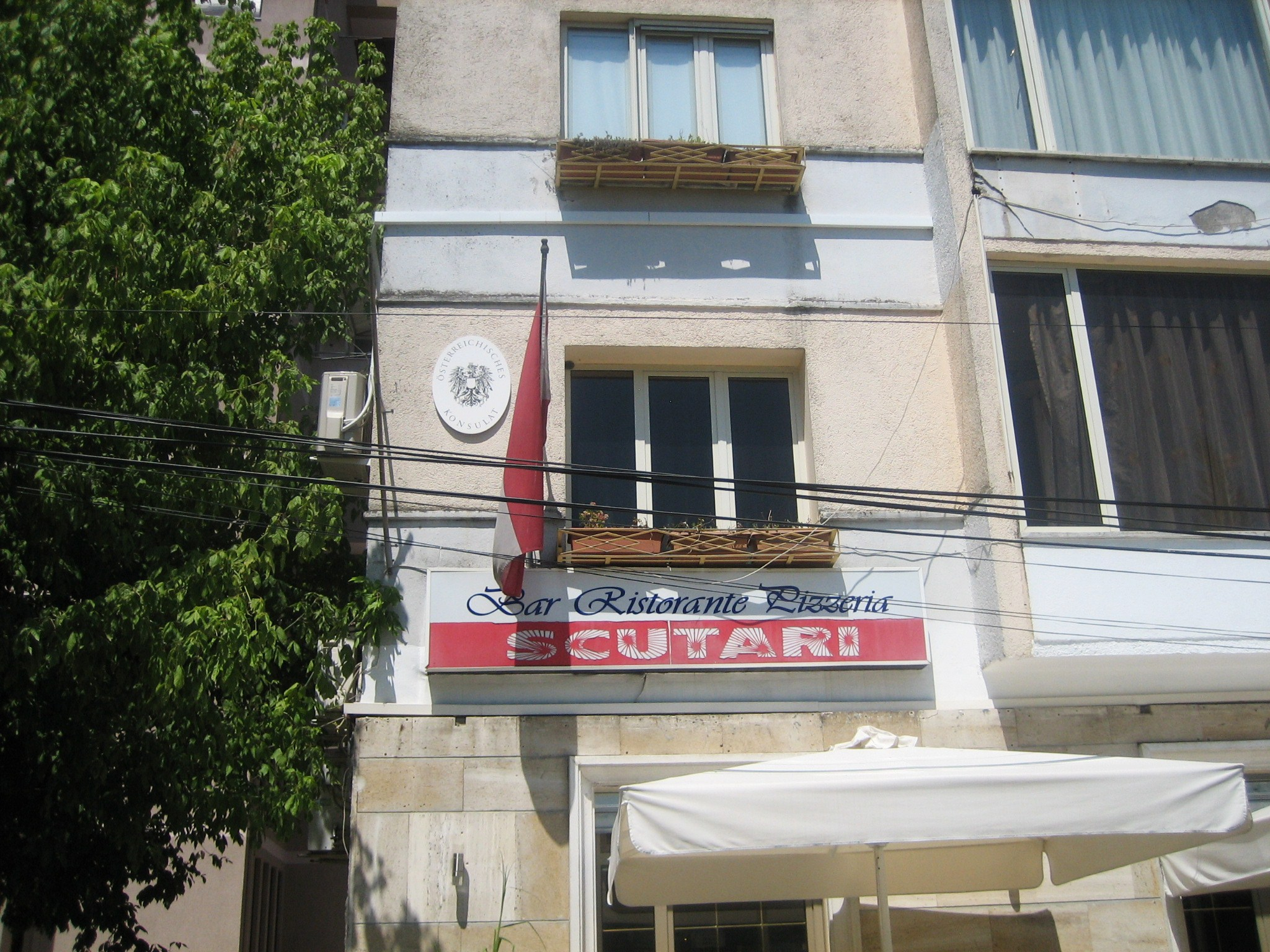
Het Oostenrijkse ereconsulaat in Shkodër, boven een Italiaans restaurant

### Tirana
| - Bangladesh - Canada - Cyprus - Estland - Finland - IJsland - India | - Israël - Japan - Litouwen - Maleisië - Marokko - Noorwegen - Oekraïne | - San Marino - Slovenië - Slowakije - Spanje - Syrië - Zuid-Korea - Zweden |

### Durrës
- België

### Shkodër
- Oostenrijk

### Buiten de steden
- Bosnië en Herzegovina (Borakë bij Xhafzotaj)
- Turkije